# B, H och Bess
B, H och Bess är tonnamn med olika användning i olika länder. I anglosaxiska länder samt Nederländerna och Belgien kallas den stamton som ligger ett halvt tonsteg under C för B. Stamtonerna har därmed namn i alfabetisk ordning, med start på tonen A. Övriga toner i den kromatiska tolvtonsskalan betecknas med ett konsekvent system baserat på b-förtecken och korsförtecken. Ett sänkt B blir då B♭ (B flat på engelska, Bes i Nederländerna och Belgien), som – vid den kromatiska skalan – är samma ton som A♯ (höjt A, A sharp, eller Aiss på svenska). 
Undantagna från detta system har länge bland annat Norden samt germanska och västslaviska länder (Polen, Ryssland) varit, där tonen under C traditionellt kallas H och sänkt H för B. Förutom i Sverige är de traditionella tonnamnen fortfarande vanliga i dessa länder, förutom i samband med ackordanalys. I bland annat Tyskland förekommer det anglosaxiska systemet idag med B♭ och B i ackordbeteckningar, och tonbeteckningen B♭ (uttalas ibland "be be").
|  |  | C | D | E | F | G | A | H B | C | (tysk och traditionell svensk beteckning) (anglosaxisk beteckning; allt oftare använd i svenska sammanhang) |

## Användning i Sverige
Strax innan och under 1990-talet övergick flertalet notförlag och läromedel i Sverige från det germanska sättet att beteckna toner till det anglosaxiska, så att den ton som tidigare kallades B idag vanligen betecknas B♭ — ibland kallad Bess — och tonen H ibland betecknas B. Successivt lärde alltfler musiklärare ut B som namn för tonen H.
Den anglosaxiska traditionen har därmed fått stort genomslag i Sverige, först inom ackordanalys och populärmusik. Den germanska traditionen med tonnamnet H lever delvis kvar bland musiker som fick sin utbildning före 1990-talet, i synnerhet inom klassisk musik och konstmusik. Skrivsättet B♭ har ersatt den äldre tonbeteckningen B även i traditionella sammanhang, för att undvika sammanblandning, men kan ibland uttalas "be" av äldre musiker istället för "bess".

### Namngivning av klassiska verk
Vid namngivning av klassiska musikverk, exempelvis på svenska skivkonvolut och i konsertprogram, har man gått över till tonartsbeteckningarna H och B♭ eller Bess, som en kompromiss mellan det anglosaxiska och germanska skrivsättet. Bachs mässa i h-moll har således inte bytt namn till Mässa i b-moll, men man skriver ofta Pianosonat i B♭-dur eller Bess-dur istället för Pianosonat i B-dur. Sveriges Radio P2 sa på 00-talet i sina påannonser av klassisk musik och konstmusik fortfarande "bedur" och "håmoll", men vanligen "bessdur" och "bemoll" vid ackordbaserad musik såsom jazz.
Även tonarter, skalor och instrumentstämning benämns ofta enligt det nya systemet. Exempelvis talar man om gitarrens B-sträng (förr H), samt B♭-instrument eller Bessinstrument. Den tidigare tonen hiss (enharmoniskt samma ton som c, exempelvis inledningstonen i tonarten ciss-dur) får i det nya systemet namnet biss, hessess (ett dubbelsänkt h, enharmoniskt ett a, exempelvis tersen i ackordet G♭m) får namnet bessess (ett dubbelsänkt b), och den tidigare tonen hississ (dubbelhöjt h, enharmoniskt ett ciss) får namnet bississ.

## Historik och exempel på källor
Den historiska förklaringen till den germanska traditionen med tonerna B och H står att finna i renässansens terminologi. Den lägre av de båda tonerna kallades mjukt eller runt b (b mollum, cantus mollis eller b rotundum) och betecknades ♭, dvs som dagens b-förtecken. Den högre av tonerna betecknades , och kallades hårt b eller det fyrkantiga b (B durum, 'cantus durus' eller B quadratum). Se även moll (mjuk) och dur (hård). Vid skrivandet och kopierandet kom det fyrkantiga b att med tiden förvandlas till bokstaven H i germanska länder. Särskilt när boktryckeriet kom i gång i Tyskland på 1450-talet och tryckarna fann det praktiskt att välja H/h-typen för "B-quadratum", började man även säga H för den högre B-varianten, ett bruk som genom den gamla östersjökulturen naturligt spreds upp i de skandinaviska länderna. En vanlig missuppfattning är att bruket av bokstaven H som beteckning skulle bero på ett skrivfel, ett slarvigt skrivet b.
H och B har länge uppfattats som inkonsekvent och ologiskt av vissa svenska musikpedagoger. Under 1900-talets första halva ivrades för tonnamnen H och Hess. Redan 1909 skriver Nordisk familjebok: "Hess - detsamma som B. Rationellt borde h kallas b, och dess alterationer borde heta biss istället för hiss och bess istället förr hess eller B." 
Vid harmonianalys blev det under 1960-talet utbrett i Sverige att det ackord som tidigare hade betecknats B (sänkt H), började skrivas B♭. För ett tidigt exempel, se  från 1960. Detta för att undvika sammanblandning, eftersom många musiker sedan denna tid började bli vana vid importerade anglosaxiska noter, där B har en annan betydelse. 
Svenska notförlag har därefter även gått över till att kalla det gamla ackordet H för B, på bred front vid slutet av 1990-talet, exempelvis i visböcker  (redan från 1978) och  (från 1999), jazzböcker  (från 1998) samt psalmböcker  (från 2002 respektive 2003). 
Notskrivningsprogram och kompositionsprogram används sedan slutet av 1980-talet regelmässigt av kompositörer, musiker och musikläromedelsförfattare. Vissa av dessa verktyg kan endast hantera det anglosaxiska systemet för ackordbeteckningar, vilket kan vara en faktor som påskyndat utvecklingen.

### Inom musikundervisning
I musikundervisningslitteratur började svenska notförlag vid slutet av 1980-talet att använda tonnamnen Bess och B istället för B och H. Ett tidigt exempel på läromedel i trombon för nybörjare är  från 1989, som skriver i förordet att "enligt vårt förlags policy används tonnamnen bess och b". Exempel på läromedel i musikteori på universitetsnivå är  från 1991, och  från 1999. Exempel på läromedel inom musikteori för gymnasienivå är  från 1999, från 2001, och  från 2008. Fler exempel på nybörjarinstrumentböcker är  från 1992 och  från 2005. Emellertid har äldre läromedel länge förekommit i undervisningen, där H och B används. 
Vid mitten av 90-talet förordade musikhögskolorna i Sverige (även institutionerna för konstmusik) att använda ”b” och ”bess” (efter holländskt mönster) eller B♭ - ett beslut som efterlevs av många musiklärare, även inom klassisk musik och konstmusik, men inte av alla.
Allt fler musiklärare lär ut B som namn för tonen H. B♭ och B användes sedan första halvan av 1990-talet fullt ut inom gitarrundervisning och för blåsinstrument. Inom pianoundervisning dröjde övergången till följd av äldre läromedel som fortfarande var i bruk, men de nya tonnamnen förekommer i senaste utgåvan. Inom andra instrument dröjde B istället för H ytterligare. Dock förekommer som en kompromisslösning mellan systemen att man använder beteckningarna B♭ respektive H, men undviker B eftersom den beteckningen kan missförstås. 

#### I nyskrivna källor
Exempel på nyskrivna källor som använder Bess och H, det vill säga en kompromiss mellan skrivsätten, är  och , som är akademiska magisteruppsatser inom klassisk musik respektive konstmusik från 2006.
Exempel på sentida källor som fortfarande använder det germanska systemet, och inte omnämner Bess eller B♭, är Bonniers musiklexikon från 2003, samt en musikteoribok på finlandssvenskt förlag från 2003.

## Debatt
Kritik mot såväl som försvar av det nya svenska skrivsättet förekommer från akademiskt håll, där det ibland har setts som felaktigt.